# Jorge Ubico Castañeda
Pour les articles homonymes, voir Castañeda.
Jorge Ubico Castañeda, né le 10 novembre 1878 à Guatemala (Guatemala) et mort le 14 juin 1946 à La Nouvelle-Orléans (États-Unis), est un militaire et homme d'État guatémaltèque, président du Guatemala de 1931 à 1944.

## Biographie

### Premières années
Bien qu'il ne termine pas sa formation à l'École polytechnique, Jorge Ubico Castañeda est nommé en 1897 chef politique avec grade de sous-lieutenant d'infanterie de la ville de Tactic en Alta Verapaz. C'est à partir de là qu'il gravit les échelons et devient général de brigade à l'âge de 28 ans vers 1905. Il devient ensuite gouverneur de Retalhuleu et suit la ligne militaire du gouvernement de Manuel Estrada Cabrera. Alors lieutenant-colonel, il participe en 1906 à la guerre du Totoposte (es) et se distingue comme un administrateur « compétent, efficace et autoritaire ». 
En janvier 1920, il est nommé ministre du Développement au sein du gouvernement d'Estrada Cabrera, mais démissionne quelques mois plus tard après que l'Assemblée nationale ait déclaré ce dernier mentalement inapte. En 1921, il prend part au coup d'État qui renverse le président Carlos Herrera y Luna et place le général José María Orellana à la tête du pays. Ce dernier le nomme ministre de la Guerre et chef de la police secrète en 1922,. Un an plus tard, Ubico démissionne et quitte temporairement l'armée. De retour en politique, certaines de ses propositions sont adoptées par l'Assemblée nationale, mais rejoint l'opposition jusqu'en 1926, moment de la mort d'Orellana, avec qui Ubico avait eu plusieurs désaccords.
Lorsque le successeur d'Orellana, Lázaro Chacón, convoque des élections, Ubico fonde le Parti libéral progressiste (es) et se présente contre Chacón en vain. Après s'être retiré de la vie publique, Ubico revient en politique, alors que le président intérimaire Baudilio Palma est renversé et assassiné en décembre 1930 lors d'un coup d'État mené par Manuel María Orellana Contreras, le cousin de José María Orellana. À la demande de la United Fruit qui a plusieurs intérêts au pays, le gouvernement américain ne reconnaît pas le nouveau gouvernement, ce qui contraint Orellana Contreras à démissionner.
L'Assemblée nationale nomme donc à la tête du pays, José María Reina Andrade, ministre de l'Intérieur sous Estrada Cabrera, qui organise aussitôt des élections. Seul candidat et soutenu par les libéraux progressistes (es), Ubico est élu par acclamation lors de l'élection présidentielle de 1931.

### Présidence du pays
Dès le début de sa présidence, il adopte un tournant autoritaire et vise une réforme de l'administration gouvernementale. En 1933, il fait adopter une nouvelle Constitution qui retire le droit de vote aux illettrés (75 % de la population). Les dépenses publiques sont réduites, bien qu'il entreprenne la construction de plusieurs bâtiments publics et de routes destinées à l'industrie caféière. Des populations indigènes sont d'ailleurs forcées de participer à la construction en vertu d'une loi contre le vagabondage instaurée par son gouvernement en 1934. En vertu de cette loi, tout citoyen devait avoir un carnet de travail dans lequel il est indiqué les jours et le nombre d'heures quotidiennes pendant lesquelles il travaille ; en l'absence de celui-ci, les personnes sont réquisitionnées pour effectuer des travaux publics d'intérêt général. Ceci est parfois considéré comme une des premières étapes de la nationalisation du pays. Lors de la guerre civile espagnole, le régime soutient sans ambiguïté le camp franquiste.
Selon le journaliste Mikaël Faujour : « Centraliste, autocratique, répressif, il militarise l’appareil étatique, se fait bâtir un palais où, sur les poignées de porte, se trouve son empreinte digitale, établit une censure politique et médiatique totale, se refuse à moderniser le pays au nom de ce que l’industrialisation signifie ouvriers, donc syndicats, donc communisme. Sa présidence profite beaucoup à l’élite agro-exportatrice et, surtout, à la United Fruit, qui se voit offrir un appui infaillible. Son soutien aveugle, absolu et servile aux intérêts américains le conduit à déclarer, le premier en Amérique latine, la guerre au Japon, puis à l’Italie et à l’Allemagne. Soutien paradoxal pour celui qui admirait ouvertement Franco et Mussolini (Hitler n’était, pour lui, qu’un « paysan », sic). Il en profite pour renflouer les comptes du pays en confisquant les fincas de café des Allemands ».
Le régime dictatorial de Jorge Ubico est renversé par la Révolution guatémaltèque (en) en 1944.

## Sources
- (es) Cet article est partiellement ou en totalité issu de l’article de Wikipédia en espagnol intitulé « Revolución de 1944 en Guatemala » (voir la liste des auteurs).